# Tavia polycyma
Tavia polycyma là một loài bướm đêm trong họ Noctuidae.